# Bahnstrecke Dakar–Niger
| |                     |                                               |                                               |
| Streckenlänge: | 1287 km             |                                               |                                               |
| Spurweite: | 1000 mm (Meterspur) |                                               |                                               |
| Maximale Neigung: | 25 ‰                |                                               |                                               |
| Minimaler Radius: | 200 m               |                                               |                                               |
| |                     |                                               |                                               |
| \| \| \| Dakar \| \| \| \| \| Rufisque \| \| \| \| \| Sébikotane \| \| \| \| \| Thiès \| \| \| \| \| \| \| \| \| \| Tivaouane \| \| \| \| \| Darou Khoudoss \| \| \| \| \| Mékhé \| \| \| \| \| Darou Fall Diogo (Darou Khoudoss) \| \| \| \| \| Louga \| \| \| \| \| Saint-Louis \| \| \| \| \| Linguère \| \| \| \| \| \| \| \| \| \| Bambey \| \| \| \| \| Diourbel \| \| \| \| \| \| \| \| \| \| Mbacké \| \| \| \| \| Touba \| \| \| \| \| Guinguinéo \| \| \| \| \| Kaolack \| \| \| \| \| Koungheul \| \| \| \| \| Tambacounda \| \| \| \| \| Goudiry \| \| \| \| \| Kidira \| \| \| \| \| Falémé-Brücke von Kidira, Grenze Senegal/Mali \| \| \| \| \| Kayes \| \| \| \| \| Diamou \| \| \| \| \| Oualia \| \| \| \| \| Kita \| \| \| \| \| Bamako \| \| \| \| \| Koulikoro \| \| |                     |                                               |                                               |
| Kopfbahnhof Streckenanfang |                     | Dakar                                         | Dakar                                         |
| Haltepunkt / Haltestelle |                     | Rufisque                                      | Rufisque                                      |
| Haltepunkt / Haltestelle |                     | Sébikotane                                    | Sébikotane                                    |
| Bahnhof |                     | Thiès                                         | Thiès                                         |
| |                     |                                               |                                               |
| Strecke · Haltepunkt / Haltestelle |                     | Tivaouane                                     | Tivaouane                                     |
| Strecke · Abzweig geradeaus und nach links · Haltepunkt / Haltestelle Streckenende und quer |                     | Darou Khoudoss                                | Darou Khoudoss                                |
| Strecke · Haltepunkt / Haltestelle |                     | Mékhé                                         | Mékhé                                         |
| Strecke · Abzweig ehemals geradeaus und nach links · Haltepunkt / Haltestelle Streckenende und quer |                     | Darou Fall Diogo (Darou Khoudoss)             | Darou Fall Diogo (Darou Khoudoss)             |
| Strecke · Haltepunkt / Haltestelle (Strecke außer Betrieb) |                     | Louga                                         | Louga                                         |
| Strecke · Abzweig geradeaus und nach links (Strecke außer Betrieb) · Kopfbahnhof Streckenende und quer (Strecke außer Betrieb) |                     | Saint-Louis                                   | Saint-Louis                                   |
| Strecke · Haltepunkt / Haltestelle Streckenende (Strecke außer Betrieb) |                     | Linguère                                      | Linguère                                      |
| |                     |                                               |                                               |
| Haltepunkt / Haltestelle |                     | Bambey                                        | Bambey                                        |
| Haltepunkt / Haltestelle |                     | Diourbel                                      | Diourbel                                      |
| |                     |                                               |                                               |
| Strecke · Haltepunkt / Haltestelle Strecke ab hier außer Betrieb |                     | Mbacké                                        | Mbacké                                        |
| Strecke · Kopfbahnhof Streckenende (Strecke außer Betrieb) |                     | Touba                                         | Touba                                         |
| Haltepunkt / Haltestelle |                     | Guinguinéo                                    | Guinguinéo                                    |
| Kopfbahnhof Streckenanfang und quer (Strecke außer Betrieb) · Abzweig geradeaus und ehemals nach rechts |                     | Kaolack                                       | Kaolack                                       |
| Haltepunkt / Haltestelle |                     | Koungheul                                     | Koungheul                                     |
| Haltepunkt / Haltestelle |                     | Tambacounda                                   | Tambacounda                                   |
| Haltepunkt / Haltestelle |                     | Goudiry                                       | Goudiry                                       |
| Bahnhof |                     | Kidira                                        | Kidira                                        |
| Grenze auf Brücke über Wasserlauf |                     | Falémé-Brücke von Kidira, Grenze Senegal/Mali | Falémé-Brücke von Kidira, Grenze Senegal/Mali |
| Bahnhof |                     | Kayes                                         | Kayes                                         |
| Haltepunkt / Haltestelle |                     | Diamou                                        | Diamou                                        |
| Haltepunkt / Haltestelle |                     | Oualia                                        | Oualia                                        |
| Haltepunkt / Haltestelle |                     | Kita                                          | Kita                                          |
| Bahnhof |                     | Bamako                                        | Bamako                                        |
| Haltepunkt / Haltestelle Streckenende |                     | Koulikoro                                     | Koulikoro                                     |

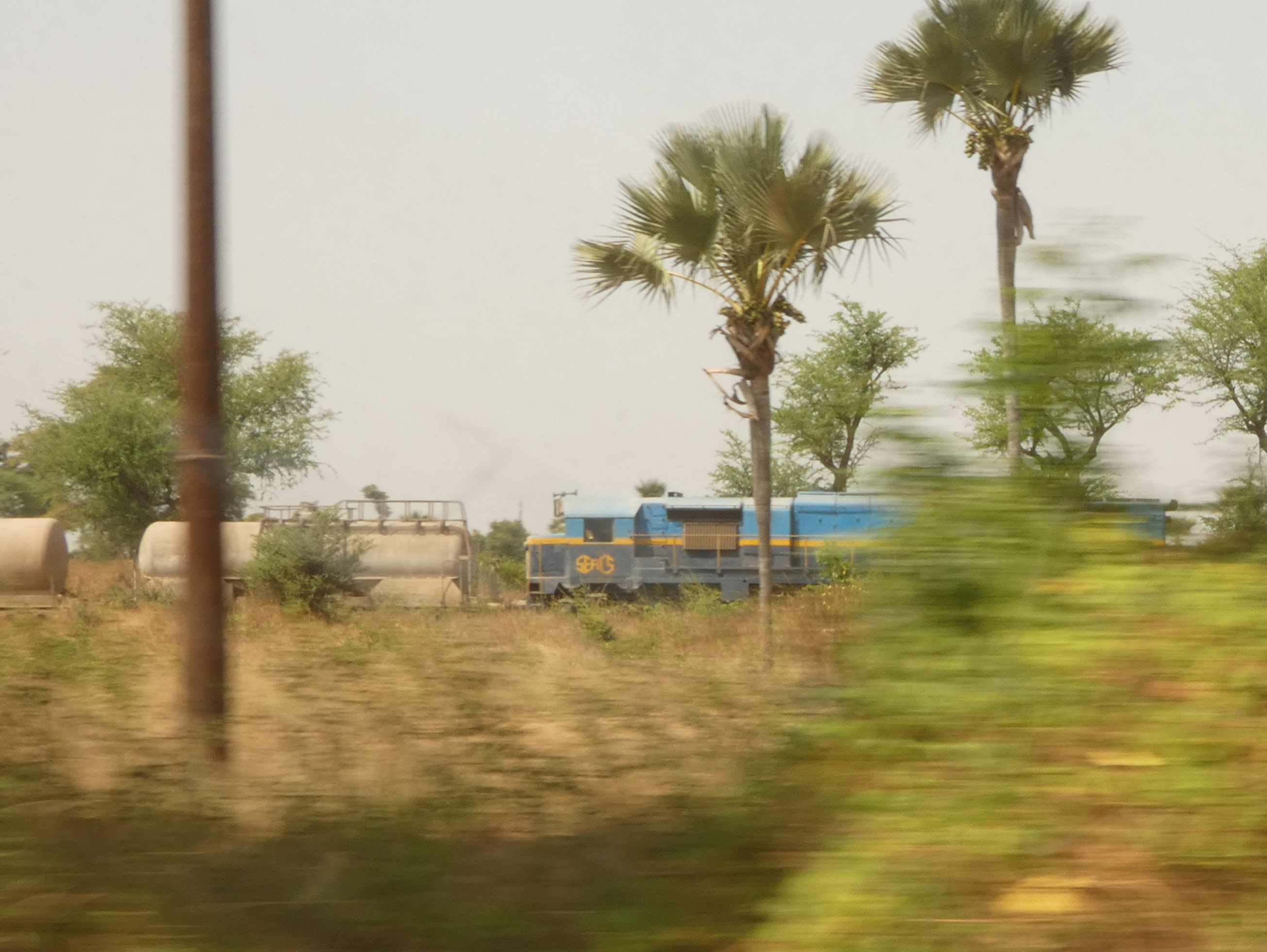
Güterzug der Dakar-Niger-Bahn im Senegal

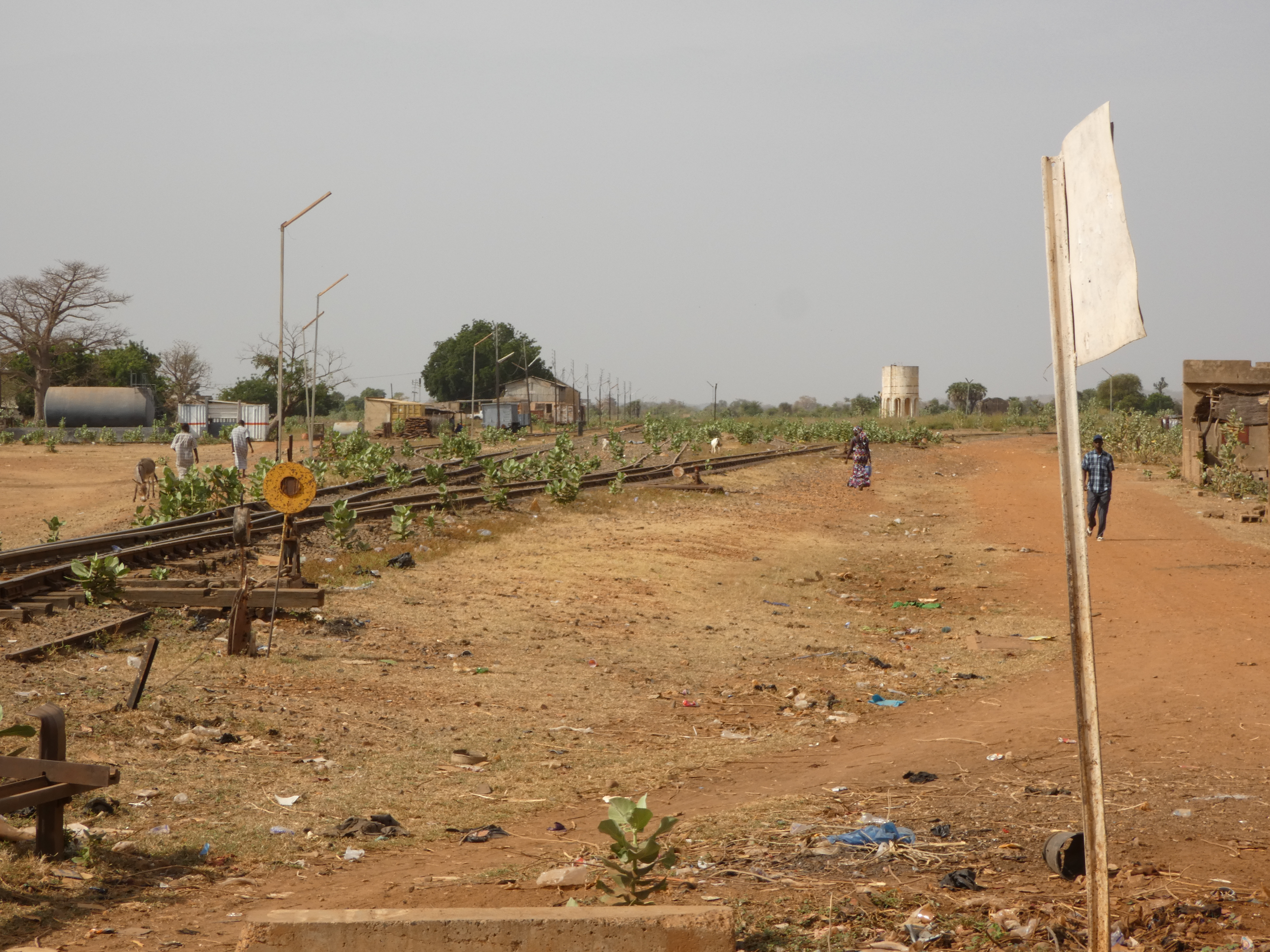
Bahnhof Kidira: Grenzbahnhof zwischen Senegal und Mali

Die Bahnstrecke Dakar–Niger (französisch Chemin de fer Dakar-Niger, abgekürzt DN) verbindet Dakar in Senegal mit Koulikoro in Mali in einer Spurweite von 1.000 Millimeter. Die 1287 km lange Strecke, von der 641 km in Mali liegen, führt über Thiès in Senegal und Kayes, Kita, Kati sowie Bamako in Mali. Es war die erste Eisenbahn in Westafrika südlich der Sahara und die wichtigste Eisenbahnstrecke in den Kolonien von Französisch-Westafrika.

## Geschichte
Die Strecke Dakar–Niger wurde in drei Etappen gebaut:
- 1882 bis 1885 wurde durch die private Gesellschaft DSL die 264 km lange Strecke Dakar–Saint-Louis erstellt. Hintergrund für den Bau dieser Linie war einerseits die Unmöglichkeit, die Fahrrinne von der Mündung des Senegal-Flusses bis zum Hafen von Saint-Louis, damals immerhin die Hauptstadt von Französisch-Westafrika, für die Seeschifffahrt von Sandbänken freizuhalten und andererseits bot die Bucht von Dakar ideale Voraussetzungen für den Bau eines Tiefwasserhafens, den Port Autonome de Dakar.[3] Die Baukosten beliefen sich auf 22.244.000 Francs, 84.600 Francs pro Kilometer. Diese Eisenbahnlinie verband nicht nur die beiden wichtigsten Städte des A.O.F. miteinander, sondern schuf unterwegs auch im Gebiet von Cayor, dem damaligen Zentrum des Erdnussbeckens, die notwendigen Transportkapazitäten zur Vermarktung der hier erzeugten Erntemengen. Um auch langfristig wachsenden Anforderungen gewachsen zu sein, wurden die Gradienten auf 10 Promille Steigung begrenzt und die Kurvenradien auf mindestens 300 Meter festgelegt. Im Jahr 1898 warf der Bahnbetrieb erstmalig Gewinne ab.[4]
- 1881 bis 1904 wurde der 555 km lange Abschnitt Kayes–Koulikoro durch das Militär gebaut, um die schiffbaren Abschnitte der Flüsse Senegal und Niger zu verbinden. Die Bauarbeiten wurden unter dem französischen General Gallieni, der in dieser Zeit Gouverneur von Französisch-Sudan war, ausgeführt. Der Transport von Rohstoffen wurde erleichtert, indem sie vom französischen Sudan auf dem Niger bis Koulikoro, dann auf dem Eisenbahnweg bis Kayes und ab dort auf dem Senegalfluss bis zum Atlantik transportiert werden konnten.[5]
- 1907 bis 1923 wurde der 667 km lange Abschnitt Thiès–Kayes mit den Zweigstrecken nach Kaolack, Linguère und Touba gebaut, womit die Strecke durchgehend befahrbar wurde. Als Kurvenradius wurden mindestens 500 Meter eingehalten, die größte Steigung hat 10 Promille (10 mm) und mit 200 Meter Länge ist die Eisenbahnbrücke von Kidira über den Falémé die größte Brücke dieses Streckenabschnitts.[6][1]

1934 wurde die private Gesellschaft DSL verstaatlicht und die Bahnstrecke unter eine Verwaltung gestellt. Sie wurde fortan als Région Dakar-Niger der Régie des chemins de fer de l’A.O.F. („Region Dakar-Niger“ der „Eisenbahnverwaltung Französisch-Westafrikas“) betrieben. Die Eisenbahnverwaltung und die Zentralwerkstätte waren 40 km östlich von Dakar in Thiès untergebracht, wo die Strecke sich nach Saint-Louis und Bamako verzweigt. Bis dahin war die Strecke zweispurig ausgebaut, der Rest der Strecke ist einspurig.
1947 streikten die Angestellten der Eisenbahn für mehrere Monate, um dieselben Rechte wie die französischen Eisenbahner zu erlangen. Dieser erfolgreiche Streik wurde vom senegalesischen Schriftsteller Ousmane Sembène in seinem 1960 veröffentlichten Werk Gottes Holzstücke als Wendepunkt im antikolonialen Kampf zelebriert.

### Entwicklung nach der Unabhängigkeit
Mit der Unabhängigkeit von Mali und Senegal, die durch den Zerfall der Mali-Föderation vollzogen wurde, wurde die Verwaltung der Bahnstrecke auf zwei nationale Bahngesellschaften, die Régie des chemins de fer du Mali (RCFM) und die Régie sénégalaise, aufgeteilt. Die Schwierigkeiten in der Verwaltung und der Mangel an Investitionen führten jedoch zu einer Verschlechterung der Infrastruktur und des Rollmaterials sowie zu zahlreichen Verspätungen.
Im Oktober 2003 übergaben der Senegal und Mali die Verwaltung an Transrail, ein franko-kanadisches Konsortium. Entgegen der ursprünglichen Aufgabe, den Reisezugverkehr aufrechtzuerhalten, plante Transrail, sich auf den Transport von Gütern zu konzentrieren. Viele Bahnhöfe wurden geschlossen und die Zahl der Verbindungen reduziert, wodurch sich die Situation abgelegener Gemeinden verschlechterte.
Mitte 2007 wurde die Bahn durch die belgische Gesellschaft Vecturis aufgekauft. Diese beabsichtigte, den schlechten Gleis- und Fahrzeugzustand kontinuierlich zu verbessern.
Im Dezember 2015 beschlossen die beiden Regierungen die Konzession von Transrail zu beenden. Für den Betrieb wurde die neue Gesellschaft Dakar Bamako Ferroviaire gegründet.
Im Mai 2018 wurde der Betrieb auf dem malischen Streckenabschnitt von Kayes nach Bamako wegen Infrastrukturmängeln eingestellt. Nach der Reparatur von Brücken und der Sanierung von Bahnhöfen konnte im Juni 2023 der Betrieb mit drei wöchentlichen Zugpaaren im Personenverkehr wieder aufgenommen werden.

## Ausbaupläne
Im Frühjahr 2007 kündigte der Staatspräsident Senegals Abdoulaye Wade eine Reihe von Großprojekten („grands projets“) zur
Weiterentwicklung und Erschließung des Landes an, von denen einige auch die Bahnlinie Dakar-Niger betreffen:
- Bau eines dritten Gleises zwischen Dakar und Thiès (einschließlich Anbindung des im Bau befindlichen Großflughafens Blaise Diagne); ca. 72,5 Mrd. FCFA;
- Umspurung der Strecke Dakar–Tambacounda–Kidira (= Grenze zu Mali) auf Normalspur; ca. 435 Mrd. FCFA;
- Neubau der Zweiglinie Thiès–Saint-Louis in Normalspur; 145 Mrd. FCFA;

Anfang Januar 2012 kündigte Präsident Wade weiterhin an, die Strecke durch eine Elektrifizierung aufzuwerten. Die Arbeiten sollten ursprünglich noch 2012, ausgehend von Dakar, im senegalesischen Abschnitt beginnen.
2015/16 schlossen die Regierungen von Senegal und Mali einen Vertrag mit der chinesischen China Railway Construction Corporation über den Ausbau der Strecke.
Im Dezember 2016 begann der Bau einer normalspurigen Zweigstrecke vom Stadtzentrum Dakars zum 55 Kilometer entfernten neuen Flughafen Dakar-Blaise Diagne in Diass. Die Eröffnung war für Ende 2018 geplant. Der erste 36 km lange Bauabschnitt vom Bahnhof Dakar bis Diamniadio wurde am 14. Januar 2019 in Anwesenheit von Präsident Macky Sall feierlich eröffnet, obwohl noch nicht alle für den fahrplanmäßigen Betrieb notwendigen Arbeiten abgeschlossen waren. Der zweite Bauabschnitt bis zum Flughafen sollte 2020 fertiggestellt werden. Stand September 2024 ist diese Teilstrecke jedoch noch im Bau.

## Statistiken
Tableau comparatif des exportations par rail: Für diese Leistung, die die Anzahl der exportierten Tonnen angibt, sind keine Quellen angegeben.
| Produkt              | 1924  | 1934  | 1952–3 | 1955–6  |
| -------------------- | ----- | ----- | ------ | ------- |
| geschälte Erdnüsse   | –     | 7.422 | 7.250  | –       |
| ungeschälte Erdnüsse | 4.125 | 1.990 | 55.000 | 147.900 |
| Gummi arabicum       | 936   | 1.196 | 1.000  | 1.500   |
| Karité-Nüsse         | 416   | 2.690 | 9.750  | –       |
| Tierhäute            | 787   | 841   | 10.000 | –       |
| Baumwolle            | –     | 185   | –      | 18.200  |
| Hirse                | 236   | –     | –      | 850.000 |

Im Jahre 1933 wurden 650.000 Reisende und 1938 sogar 2.650.000 gezählt. Es waren dies hauptsächlich Saisonarbeiter aus dem französischen Sudan und aus Guinea, welche im Mai bis Juni nach Senegal reisten und im Dezember bis Januar wieder in ihre Heimat zurückkehrten. Weiter gab es Pilgerverkehr nach Touba und Tivaouane.

## Zweiglinien
Die Zweiglinien der Hauptstrecke Dakar–Bamako sind
- Thiès–Saint-Louis, Hauptstrecke der ehemaligen DSL, ab Tivaouane eingestellt.
- Tivaouane–Darou Khoudoss, abzweigend von Thiès–Saint-Louis zu dem Minengelände der Industries chimiques du Sénégal (ICS)
- Mékhé–Darou Fall Diogo (Gemeinde Darou Khoudoss), abzweigend von Thiès–Saint-Louis zu dem Minengelände der Grande Côte Opérations (GCO)
- Louga–Linguère abzweigend von Thiès–Saint-Louis, gebaut am Ende der 1920er Jahre, Betrieb eingestellt
- Guinguinéo–Kaolack abzweigend von der Hauptstrecke, eingestellt
- Diourbel–Mbacké(–Touba), abzweigend von der Hauptstrecke, im Stadtgebiet von Touba eingestellt.

## Bilder

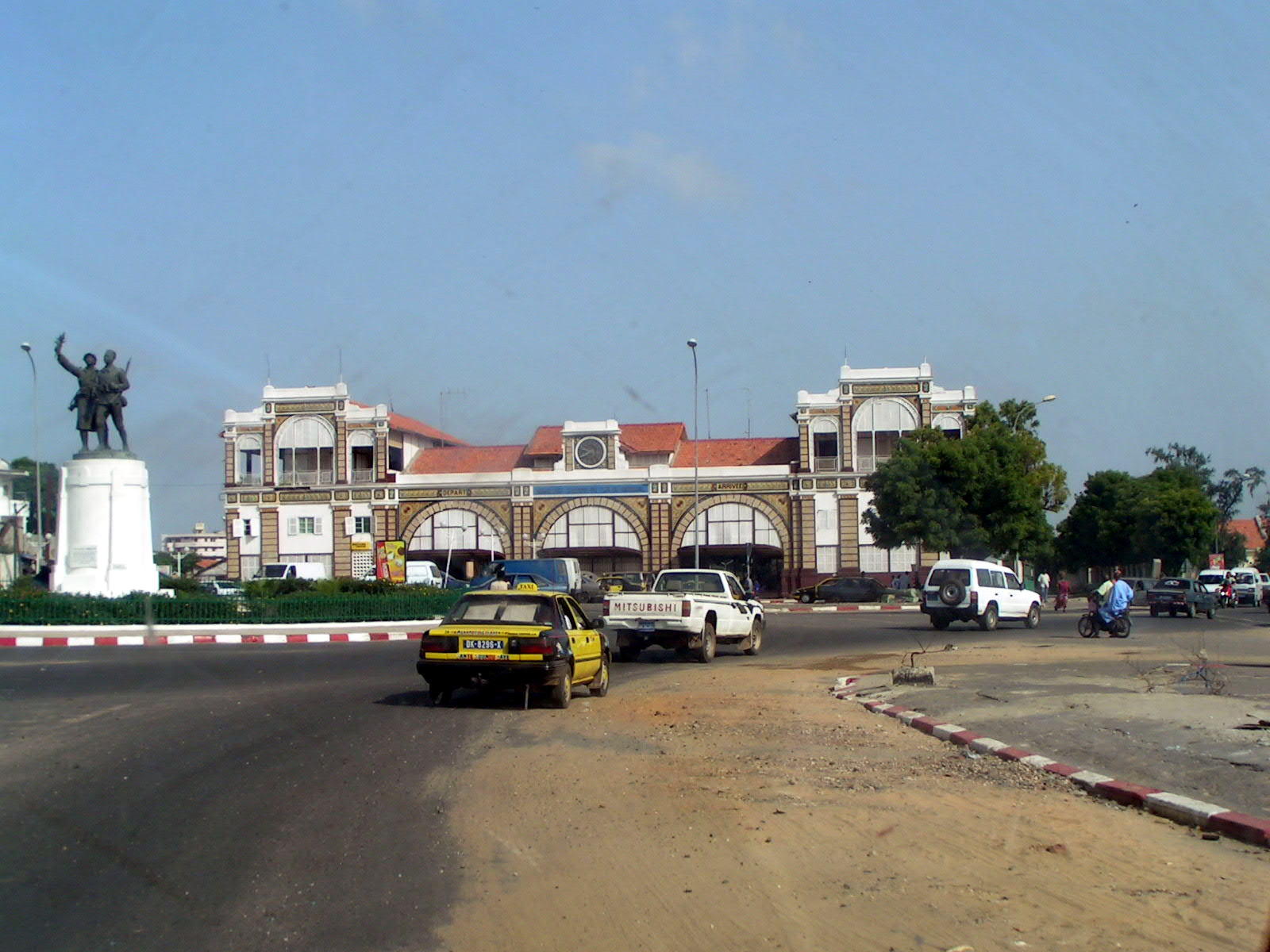
Bahnhof von Dakar
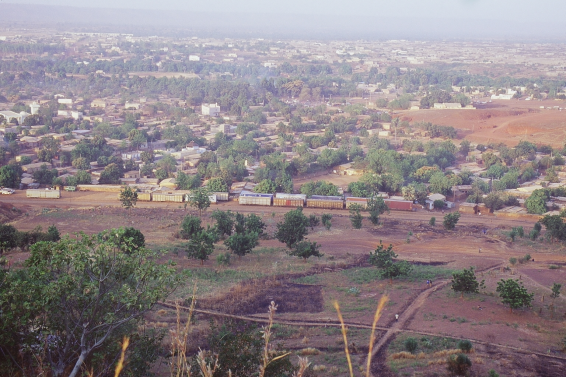
Bahnhof von Kati